# Elena Schwarz (Schauspielerin)
Elena Schwarz (* 19. Dezember 1988 in Wien) ist eine österreichische Schauspielerin, Theaterregisseurin und Autorin. Bekannt ist sie durch ihre experimentellen Bühnenarbeiten, ihre Rollen in Film und Fernsehen sowie ihre künstlerische Leitung des von ihr mitbegründeten glashaus Kollektivs.

## Leben und Ausbildung
Elena Schwarz wuchs in Wien und Wiener Neustadt auf und absolvierte von 2007 bis 2011 ein Schauspielstudium an der Universität für Musik und darstellende Kunst Graz, das sie mit dem Titel Mag. art. abschloss. Während ihres Studiums erhielt sie 2010 den Solopreis beim Treffen deutschsprachiger Schauspielstudierender für ihre Rolle der Sostrate in Die Weibervolksversammlung. Zudem wurde sie mit dem Sonderpreis des Niederösterreichischen Kulturforums und einem Arbeitsstipendium des Landes Niederösterreich ausgezeichnet.

## Karriere
Nach ihrem Abschluss war sie auf verschiedenen Theaterbühnen in Österreich zu sehen, u. a. in Graz, Wiener Neustadt und Wien. Im Jahr 2014 gründete sie das glashaus Kollektiv, das experimentelle Theaterformate und Filmprojekte entwickelt. Elena Schwarz ist bekannt für ihre Fähigkeit, in Solo-Performances mehrere Rollen zu verkörpern. Neben Schauspiel arbeitet sie als Regisseurin, Musikerin und Autorin.

### Theater (Auswahl)
- Der Gott des Gemetzels – Sommertheater Wiener Neustadt (Regie und Schauspiel)
- Faust. Teufel komm raus – Theater am Campus (Regie und Schauspiel)
- Odysseus – Akademiebad Wiener Neustadt (Regie und Schauspiel)
- Torquato Tasso – Bronski & Grünberg Theater, Wien (Schauspiel, Regie: Sebastian Schimböck)
- Indien – Rinaldas Würschtelstand (Regie)
- Romeo und Julia – Wiener Lustspielhaus (Schauspiel, Regie: Adi Hirschal)
- Krankheit der Jugend – Schauspielhaus Graz (Schauspiel, Regie: Henner Kallmeyer)
- Trilogie der Sommerfrische – Park des Palais Meran, Graz (Schauspiel, Regie: Tobias Sosinka)[3]
- Gier – ESC Labor Graz (Schauspiel, Regie: Ingrid Noemi Stein)
- Die Weibervolksversammlung – Theater im Palais Graz (Schauspiel, Regie: Cornelia Crombholz)
- In der Strafkolonie – Stadttheater Wiener Neustadt (Schauspiel, Regie: Dagmar Leitner)
- Project Y – SUB Wiener Neustadt (Regie)
- Frankenstein – Eine Leichenschau für eine Frau (Regie & Solo-Performance, 2023)
- Dracula – Live and Undead and Paprikahendl (Solo-Performance, 2022)
- Jedermann Reloaded (Schauspiel, Regie: Philipp Hochmair, 2024)

### Film und Fernsehen (Auswahl)
- Steam of a Smoke Stack (2015, Regie & Buch)[4]
- Present: Perfect (2018, Experimentalfilm)
- Pubic Implosion (2018, Regie & Buch, Experimentalfilm)[5]
- Fußballfrau - Oder warum ich besser nicht Hurenkind sagen sollte (2019, Kurzfilm, ORF III Pixel, Bytes & Film)
- Sargnagel - Der Film (2021, Kinofilm)
- Diamante (2022, Doku-Spielfilm)
- How to Explain the Art Scene in Nine Words (2023, Kurzfilm)
- Remember Me (2023, Kurzfilm)
- Die Nichte des Polizisten (2024, ARD/ORF)
- Blind ermittelt – Der Tote im Tiergarten (2024, ORF/ARD)

## Auszeichnungen
- Solopreis beim Treffen deutschsprachiger Schauspielstudierender (2010)
- Sonderpreis des NÖ Kulturforums
- Arbeitsstipendium des Landes Niederösterreich